# The Day the World Ended – Tod aus dem All
The Day the World ended – Tod aus dem All (Originaltitel The Day the World Ended) ist ein Science-Fiction-Horrorfilm von Terence Gross aus dem Jahr 2001 mit Nastassja Kinski, Randy Quaid und Bobby Edner in den Hauptrollen. Auf dem derzeitigen Filmplakat war zu lesen: „Sometimes quiet little boys have terrifying secrets“ (Manchmal haben ruhige kleine Jungen schreckliche Geheimnisse).

## Handlung
Die Psychologin Dr. Jennifer Stillman zieht von New York in die Kleinstadt Sierra Vista in Nevada, wo sie eine Anstellung als Therapeutin in einer Schule bekommen hat. Bereits bei der Ankunft bekommt sie Probleme mit der örtlichen Polizei. Und nicht nur das als sie an einem Zebrastreifen nahe einer Schule anhält, bemerkt sie wie ein seltsamer Junge sie beinahe mit seinem Blick durchbohrt. Das ist nur der erste von vielen beunruhigenden Vorfällen, die nun folgen sollen. Ärger bekommt sie schon kurz nach Dienstantritt zudem mit dem Schulleiter Ed Turner, der die Art ihrer Behandlungsmethoden kritisiert. Niemand in dem Städtchen scheint freundlich zu ihr sein zu wollen. Zu allem Überfluss wird die attraktive Frau dann auch noch von Sheriff Ken unnötig belästigt, als führe er ein Initiationsritual durch.
Mit der Krankenschwester Della Divelbuss, die zwar ein herrisches Wesen hat, kommt Jennifer besser zurecht, die beiden Frauen freunden sich an. Ein Großteil der Bewohner von Sierra Vista verhält sich der Psychologin gegenüber aber feindselig. Jennifer kann sich nicht erklären, woran das liegen könnte, glaubt zuerst, es sei vielleicht so, weil sie aus der Großstadt komme, aber bald schon wird ihr klar, dass etwas Dunkleres im Spiel sein muss. Je mehr sie versucht zu ergründen, was mit den Bewohnern des Städtchens los ist, desto mehr kristallisiert sich heraus, dass die Bewohner ein Geheimnis verbergen, das sie um jeden Preis schützen wollen.
Als Ben McCann-Miller zu Jennifer in die Behandlung kommt, wird die Sache schwierig. Ben, dessen Mutter unter mysteriösen Umständen getötet wurde und der nun bei seinem Adoptivvater lebt, glaubt, er sei der Sohn eines Alien. Er ist der festen Überzeugung, dass sein außerirdischer Vater ihn holen und auf einen anderen Planeten zurückbringen werde. Der Junge redet jedoch nicht viel, ebenso wie sein Adoptivvater, der Stadtarzt Dr. Michael McCann. Diesem gefällt es auch nicht, dass Ben in Behandlung bei einem „Seelenklempner“ ist.
Als Stillmann dann einige der Einwohner von Sierra Vista etwas näher kennenlernt, werden die Dinge noch seltsamer. Stillmann ist klar, dass Ben einige dunkle Geheimnisse über seine Vergangenheit mit sich herumträgt und die Stadtbewohner ganz offensichtlich keine Neuankömmlinge mögen – und besonders nicht solche, die in den Angelegenheiten anderer herumschnüffeln. Als Stillmann einige ungewöhnliche Ereignisse untersucht, lassen die Ergebnisse sie fast glauben, dass die Geschichte von Ben über einen Außerirdischen wahr sein könnte, obwohl sie gleichzeitig weiß, wie verrückt das klingt.
Zur großen Beunruhigung der Stadtbewohner erscheint plötzlich eine seltsame Kreatur in ihrem Städtchen und beginnt, die Einwohner zu töten. Als die Zahl der Toten in der Stadt rasch zunimmt, geraten deren Einwohner zusehends in Panik. Es stellt sich heraus, dass der „Außerirdische“ Menschen tötet, die am Mord von Bens Mutter beteiligt waren, weil sie glaubten, sie sei eine gefährliche Hellseherin. Obwohl die Betroffenen wussten, dass Ben ebenfalls über diese Kräfte verfügt, konnten sie sich nicht dazu durchringen, ein Kind zu töten. Bens Unterbewusstsein hat ihm suggeriert, was mit seiner Mutter geschehen ist; der „Außerirdische“ ist eine physische Schöpfung von Bens Unterbewusstsein.

## Produktion

### Produktionsnotizen
Gedreht wurde der Film im kalifornischen Wrightwood in den Vereinigten Staaten.
Produziert wurde The Day the World Ended von Creature Features Productions LLC. Es handelt sich bei diesem Film um ein Remake innerhalb alter AIP-Filme, die von den Produzenten Stan Winston, Lou Arkoff und Colleen Camp entwickelt wurden und zur Creature-Features-Reihe gehören, die fürs Kabelfernsehen gedreht wurden und auf Filme zurückgehen, die ursprünglich von American International Pictures gedreht wurden.

### Veröffentlichung
Erstveröffentlicht wurde der Film am 23. November 2001 in den Vereinigten Staaten. In Frankreich, Argentinien, Finnland und Norwegen hatte er 2002 DVD-Premiere oder Videopremiere. In Ungarn wurde er 2007 veröffentlicht. Ebenfalls veröffentlicht wurde er in Brasilien, Kanada, Frankreich, Griechenland, Italien, Japan, Rumänien, in Russland und in Spanien. In Deutschland erfolgte der Vertrieb über Columbia TriStar Home Entertainment unter dem Titel The Day the World Ended – Tod aus dem All. Sony Pictures Home Entertainment gab den Film am 27. Mai 2002 mit einer deutschen Tonspur heraus.

## Rezeption

### Kritiken
David Cornelius war im Hollywood Bitchslap der Ansicht, dass dem Thriller die Spannung fehle.
Richard Scheib schrieb im The SF, Horror and Fantasy Film Review, dass es dem Regisseur nicht gelinge, Atmosphäre aufzubauen. Er lobte nur einen der Spezialeffekte. Der Film sei ein Remake des Horrorfilms Die letzten Sieben aus dem Jahr 1955.
Mike Massie gab dem Film vier von zehn möglichen Punkten und schrieb bei G.T. Gone withe the Twins, dass, wie bei mehreren anderen Filmen der Creature Features-Reihe, die für Cinemax produziert worden seien, Namen von American International Pictures-Veröffentlichungen aus den 50er Jahren übernommen worden seien, werde auch in diesem Sci-Fi/Horror-Projekt mit einem Comic (hier Alien Worlds) als eine Art erzählerischer Leitfaden in die Geschichte eingeflochten. Außerdem würden im Kontext des Films Notizen aus alten, schwarz-weißen B-Movies verwendet, um monströse Elemente anzudeuten. Und diese klebrigen, furchterregenden Dinge würden vom großartigen Stan Winston-Studio zum Leben erweckt. Das Budget hierfür scheine jedoch begrenzter zu sein als das seiner ehrgeizigen Brüder und das ganze wirke merklich wie ein fürs Fernsehen gemachtes Unterfangen. Dennoch seien Momente grafischer Gewalt sowohl kreativ als auch angemessen umgesetzt worden, während die Kreatur des Manns im Anzug amüsant sei, auch wenn sie routinemäßig verdeckt werde, um ihre unglaubwürdigen Eigenschaften nicht zu offenbaren. Auch der Höhepunkt des Films (abwechselnd spannend und kitschig) habe nicht viel Gewicht.
Marc Fusion befasste sich auf seiner Seite mit dem Film und führte aus, dass der Film Handlungsstränge habe, die an das Original von 1956 anknüpfen würden, aber weniger ein Remake sei als vielmehr eine alternative Interpretation des Materials. Der Film sei gut gemacht, schaffe es aber nicht, die Art von B-Movie-Spaß einzufangen, den man angestrebt habe, obwohl er ein fähiges aber übermäßig ernstes Erlebnis bitte. In jedem Fall sei es schwer, den Film zu empfehlen, da er einfach nicht so gut oder unterhaltsam sei. Die Besetzung sei allerdings überdurchschnittlich, wobei Nastassja Kinski die Hauptrolle spiele und tue, was sie könne. Jedoch sei das Material manchmal so langweilig, dass sie sich schwer tue, mehr zu tun, als ihren üblichen Charme auszustrahlen, und obwohl das immerhin etwas sei, reiche es nicht aus, um das Interesse aufrechtzuerhalten. Die Schuld daran liege jedoch am Drehbuch und nicht bei Kinski, denn sie gebe sich Mühe und versuche, das Beste aus dem Material zu machen. Ihr Auftritt sei in Ordnung, aber nicht denkwürdig.
Mark Cole war es wichtig, noch einmal darauf hinzuweisen, dass dieser Film nichts mit dem gleichnamigen Film von Roger Corman aus dem Jahr 1955 zu tun habe, abgesehen von seinem Titel. Er verwies darauf, dass der Film Teil einer Reihe von Filmen sei, die Stan Winston 2001 für HBO/Cinemax produziert habe und die alle ihre Titel einem der AIP-Filme auf den Fünfzigern entlehnt hätten. Das Ende des Films sei so vage, dass man sich frage, was genau real sei. Die Drehbuchautoren hätten offensichtlich Fragen verdrängter Kindheitstraumata, vergrabener Erinnerungen und einer vergessenen Tragödie hervorheben wollen. The Day the World Ended möge zwar von seiner eigenen Unbestimmtheit und einer Fülle von Handlungskniffen geplagt sein, habe aber eine stärkere und menschlichere Grundthematik. Er versuche, mehr zu sein als nur ein gewöhnlicher Sci-Fi-Monsterfilm, habe aber einfach nicht das Zeug dazu.
Mitch Lovell gab dem Film auf der Seite The Video Vaccum gerade mal einen ½ Stern und erläuterte, dass Der Originalfilm Dy the World Ended einer seiner Lieblingsfilme von Roger Corman gewesen sei. Der Film, der Teil eines Quintetts von Remakes alter AIP-Filme sei, sei eindeutig der schlechteste von allen. Wie der Rest der Filme der Reihe habe dieser nicht viel mit dem Original zu tun und sei außerdem völlig unnötig. Das Tempo schleppe sich (vor allem in der ersten Hälfte des Films) dahin und Gross’ übermäßige Abhängigkeit von Zeitlupen-Rückblenden sei im besten Fall durch und durch nervig und verursache im schlimmsten Fall Kopfschmerzen. Das gummiartig aussehende Monster sei in Ordnung, aber der feierliche Ton und das lustlose Schauspiel würden nicht viel helfen. Alles in allem sei dieser Film größtenteils eine langweilige und leblose Angelegenheit, bei der man sich nur nach dem Original sehne.
Auf der Seite The Video Graveyard fiel die Bewertung durchaus positiv aus, die Rede ist dort von einem recht sehenswerten Beitrag eines von fünf Remakes von Winstons Firma im Jahr 2001 mit angemessenen Monstereffekten und einer festen Besetzung an Charakterdarstellern, der aber unter einem Drehbuch leide, das ein wenig wirr sei, wenn es versuche, alles zu erklären. Auch sei der Film einfach nicht so unterhaltsam.

### Auszeichnungen
Hollywood Makeup Artist and Hair Stylist Guild Awards 2002:
- Nominierte in der Kategorie „Beste Spezial Makeup Effekte in einer Fernsehserie/Film der Woche“: Myke Michaels, Richard Wetzel, Shane Mahan

Young Artist Awards 2002:
- nominiert für den Young Artists Award in der Kategorie „Beste Leistung in einem Fernsehfilm oder Special/ Führender Nachwuchsschauspieler“: Bobby Edner